# كاني طومار (أختاتشي)
کاني طومار (بالفارسية: کانی‌طومار) هي قرية تقع في إيران في قسم أختاتشي الريفي. يقدر عدد سكانها بـ 193 نسمة بحسب إحصاء 2016.